# Таэквондо на Всемирных играх 1981
Таэквондо на Всемирных играх 1981 включало розыгрыш десяти комплектов медалей.

## Призёры
| Дисциплина   | Золото                          | Серебро                         | Бронза                                                   |
| Fin          | Квон Ги Мун · Республика Корея  | Ли Дэ Сунг · США                | Альдо Кодаццо · Италия · Райнхард Лангер · Германия      |
| Fly          | Ян Ки Мо · Республика Корея     | Джезус Бенито · Испания         | Фернандо Селада · Мексика · Доменико Мальонико · Италия  |
| Bantam       | Чунг Бум Су · Республика Корея  | Оскар Агилар · Мексика          | Джеремия Ди Костанцо · Италия · С. Ланглуа · Канада      |
| Feather      | Ли Джун Куль · Республика Корея | Хорхе Гарсиа · Испания          | Хуан Мангони · Аргентина · Рафаэль Маршиони · Италия     |
| Light        | Kim Yung-Kuk · Республика Корея | Альфонсо Каххаар · США          | Коун Соулеймейн · Кот-д’Ивуар · Луиджи Д'Ориано · Италия |
| Welter       | Ким Юн Кук · Республика Корея   | Пауль Руска · Аргентина         | Rhijs · Нидерланды · Антонио Эрнандес · Мексика          |
| Light-Middle | О Ил Нам · Республика Корея     | Ким Чул Хо · США                | Хельмут Хартнер · Германия · Патрик Ремарк · Кот-д’Ивуар |
| Middle       | Ли Донг Джун · Республика Корея | Джерси Лонг · Канада            | Луиджи Синьоре · Италия · Андреас Шеффлер · Германия     |
| Light-Heavy  | Юнг Чан · Республика Корея      | Бил Бе Яо · Кот-д’Ивуар         | Roth · Германия · Сон Синь-нянь · Китайская Республика   |
| Heavy        | Даррелл Хенеган · Канада        | Пак Чонг Ман · Республика Корея | Мигель Эскивель · Мексика · Эрри Прейс · Нидерланды      |